# Moralna teologija
Moralna teologija ali teološka etika je sistematično razmišljanje o človekovem delovanju in smislu njegovega življenja na podlagi razuma, osvetljenega z lučjo vere. Gre za smer teologije, ki ima za predmet moralno delovanje (zavestno, svobodno, odgovorno), in sicer ga presoja z razumom, ki je osvetljen s krščanskim razodetjem.

## Opredelitev

### Etimologija
Pojma etika in morala se v vsakdanjem življenju uporabljata kot sopomenki. Nekateri misleci so skozi zgodovino skušali razlikovati med enim in drugim pojmom, vendar do neke vidnejše razdelitve med njima ni prišlo. Tudi sama etimologija kaže, da imata oba izraza identičen pomen, s tem da ima beseda etika grški koren, beseda morala pa latinskega.
Sam pojem etika je prvi uporabljal Aristotel, pri tem pa se je opiral na grški besedi éthos in êthos. Prva beseda označuje navado, običaj, šego in predstavlja običajno delovanje znotraj skupine ali družbe. Druga beseda pa ima več pomenov, ti so: navadno bivališče, stanovanje; dežela, domovina, stan, mesto; pri živalih pomeni hlev, stajo; tudi navado, običaj, šego; zadnji izmed pomenskih odtenkov je značaj, mišljenje, življenjski nazor. Aristotel uporablja drugi zapis, kar pomeni, da s tem daje prednost obsežnejšemu pojmovanju, ki označuje tako družbena prepričanja kot prepričanja posameznika (Globokar 2013, 23).
V večini evropskih jezikov sta se ohranila in uporabljala oba pojma, nista pa skozi vso zgodovino nujno imela istega pomena. Tako so z izrazom morala nekateri recimo označevali individualno prepričanje, drugi pa skupek družbenih norm. Ali pa je bila etika za enega uzakonjen zapis določenih pravil, medtem ko je drugemu pomenila osebno prepričanje. Tudi danes nekateri še vedno z izrazom morala označujejo verski nauk, etika pa je izraz, s katerim obeležujejo občečloveška načela dobrega delovanja (Globokar 2013, 23).

### Definicija
Moralna teologija je kot znanstvena disciplina utemeljena na določenih temeljnih načelih oz. predpostavkah. Temeljna vira moralne teologije sta naravno moralno spoznanje človeka v njegovi vesti in krščansko razodetje, ki je doseglo svoj vrhunec v Jezusu Kristusu. 
Moralna teologija si tako zastavlja vprašanje, kako naj človek, ki veruje v Boga in v dokončno razodetje Božje ljubezni v Jezusu Kristusu, živi in dela. Pomembno je poudariti, da kristjan ne dela drugih stvari kot drugi ljudje, vendar je dela na drugačen način, saj ga k moralnemu delovanju spodbuja vera v Boga. Tako postaja razmišljanje in delovanje v okvirih moralne teologije drugačno v primerjavi s sekularno etiko, saj se vsebina tesno prepleta z dogmatiko (oz. verskim naukom), s teološko antropologijo, z naukom o milosti in zakramentih (Schallenberg 2005, 14–15).

### Predmet
Poznana sta materialni in formalni predmet moralne teologije oz. teološke etike. Prvi je snov, ki jo obravnava, drugi pa je pogled ali vidik, s katerega to snov obdeluje.
Materialni predmet je krščanska moralnost. Ta zajema na prvem mestu moralno dejanje samo, ob tem pa tudi vse, kar to moralnost omogoča in po čemer se ta izraža ter kaj sta njena posledica in cilj. Vsak kristjan je na prvem mestu človek, zato ga določa ista obče človeška moralnost kot vsakega drugega človeka. Vendar je krščanska moralnost nekoliko spremenjena oziroma celo izpopolnjena, saj je predrugačena v in po Kristusu. Tako vsak kristjan s krstom postane deležen Božje narave, s tem pa se preoblikuje in postaja nova stvar v Kristusu (2 Kor 5,17). Še ena stvar, ki dela krščansko moralo posebno, je zapoved ljubezni, ki ne pomeni samo ljubezni do Boga in sočloveka (tudi do sovražnika), temveč označuje bivanje človeka v Bogu in Boga v človeku. Tako za moralno teologijo končni kriterij moralnosti postane Bog, človek pa je pojmovan kot Božja podoba (Steiner 1977, 14–16).
Formalni predmet predstavlja vidik, s katerega se zgoraj zapisana snov obravnavana. Pri teološki etiki je moralni nauk izrazito kristocentričen, saj izhaja iz razodetja konkretnega Boga, celo Boga–človeka, ki je Jezus Kristus. To usmerjenost v Kristusa je poudaril tudi 2. vatikanski koncil, ki je naročil, naj se »teološki predmeti tako prenovijo, da se bolj živo povežejo s Kristusom in zgodovino odrešenja« (DV 16). Prav tako pa po krščanskem prepričanju kristocentrizem terja tudi človeška narava in krščanska izkušnja: človek naj bi po tej razlagi hrepenel po tem, da bi videl Boga in to mu je omogočeno prav v Kristusu, ki človeku na njemu razumljiv način kaže Boga kot kriterij moralnosti. Obenem pa se bistvo moralnega življenja pokaže v svobodnem sožitju z Bogom. Vse zapisano potrjujejo življenja svetnikov – ti so po pripovedih živeli najpopolnejšo moralnost, saj so zavrgli vse in se podali na pot hoje za Kristusom, s tem pa uresničili polnost življenja, v katerega kliče vsakega človeka (Steiner 1977, 16–18).